# Canthon fuscipes
Canthon fuscipes är en skalbaggsart som beskrevs av Wilhelm Ferdinand Erichson 1847. Canthon fuscipes ingår i släktet Canthon och familjen bladhorningar. Inga underarter finns listade.